# Nintendo Entertainment Planning & Development
Nintendo Entertainment Planning & Development (任天堂企画制作本部?), nota semplicemente come Nintendo EPD, è la più grande divisione aziendale di Nintendo, dedita principalmente allo sviluppo di videogiochi.
È stata creata il 16 settembre 2015 in seguito alla fusione di Nintendo Entertainment Analysis & Development e Nintendo Software Planning & Development.

## Storia
La divisione aziendale fu creata il 16 settembre 2015, come parte di una ristrutturazione interna di Nintendo dopo la morte di Satoru Iwata e la nuova guida di Tatsumi Kimishima; essa nacque dalla fusione di Nintendo Entertainment Analysis & Development e Nintendo Software Planning & Development.
La nuova divisione aziendale assunse tutte le funzioni delle due precedenti, focalizzandosi soprattutto sulla produzione di videogiochi; Shinya Takahashi, precedentemente amministratore delegato di Nintendo SPD, ricoprì lo stesso ruolo anche in Nintendo EPD.

## Videogiochi
| Anno | Titolo                                               | Genere                                       | Piattaforma                   | Direttore                                       | Produttore                                      | Note          |
| ---- | ---------------------------------------------------- | -------------------------------------------- | ----------------------------- | ----------------------------------------------- | ----------------------------------------------- | ------------- |
| 2015 | The Legend of Zelda: Tri Force Heroes                | Avventura dinamica                           | Nintendo 3DS                  | Hiromasa Shikata                                | Eiji Aonuma                                     | [ 3 ]         |
| 2015 | Animal Crossing: Amiibo Festival                     | Società                                      | Wii U                         | Aya Kyogoku                                     | Hisashi Nogami                                  | [ 4 ]         |
| 2016 | The Legend of Zelda: Twilight Princess HD            | Avventura dinamica                           | Wii U                         | Tomomi Sano                                     | Eiji Aonuma                                     | [ 5 ]         |
| 2016 | Star Fox Zero                                        | Sparatutto a scorrimento                     | Wii U                         | Yugo Hayashi Yusuke Hashimoto                   | Shigeru Miyamoto Tadashi Sugiyama Atsushi Inaba | [ 6 ]         |
| 2016 | Miitopia                                             | Ruolistico                                   | Nintendo 3DS                  | Yuichiro Ito                                    | Kouichi Kawamoto Takayuki Shimamura             | [ 7 ]         |
| 2016 | Super Mario Run                                      | Piattaforme                                  | Android, iOS                  | Takashi Tezuka                                  | Shigeru Miyamoto                                | [ 8 ]         |
| 2017 | Fire Emblem Heroes                                   | Strategico                                   | Android, iOS                  | Shingo Matsushita Kouhei Maeda                  | Masahiro Higuchi Yu Sasaki Hideki Konno         | [ 9 ]         |
| 2017 | 1-2-Switch                                           | Società                                      | Nintendo Switch               | Sconosciuto                                     | Kouichi Kawamoto                                | [ 10 ]        |
| 2017 | The Legend of Zelda: Breath of the Wild              | Avventura dinamica                           | Nintendo Switch               | Hidemaro Fujibayashi                            | Eiji Aonuma                                     | [ 11 ]        |
| 2017 | Mario Kart 8 Deluxe                                  | Corse                                        | Nintendo Switch               | Sconosciuto                                     | Kosuke Yabuki                                   | [ 12 ] [ 13 ] |
| 2017 | Arms                                                 | Picchiaduro                                  | Nintendo Switch               | Sconosciuto                                     | Kosuke Yabuki                                   | [ 14 ]        |
| 2017 | Splatoon 2                                           | Sparatutto in terza persona                  | Nintendo Switch               | Sconosciuto                                     | Hisashi Nogami                                  | [ 15 ]        |
| 2017 | Metroid: Samus Returns                               | Avventura dinamica                           | Nintendo 3DS                  | Jose Luis Márquez Takehiko Hosokawa             | Yoshio Sakamoto                                 |               |
| 2017 | Super Mario Odyssey                                  | Videogioco a piattaforme                     | Nintendo Switch               | Kenta Motokura                                  | Yoshiaki Koizumi                                | [ 16 ]        |
| 2017 | Animal Crossing: Pocket Camp                         | Simulatore sociale                           | iOS, Android                  | Sconosciuto                                     | Sconosciuto                                     | [ 17 ]        |
| 2018 | Nintendo Labo                                        | Costruzione                                  | Nintendo Switch               | Sconosciuto                                     | Sconosciuto                                     |               |
| 2018 | Sushi Striker: The Way of Sushido                    | Rompicapo                                    | Nintendo 3DS, Nintendo Switch | Kaori Ando Anna Haparchucchi                    | Hitoshi Yamagami Masanobu Suzui                 |               |
| 2018 | WarioWare Gold                                       | Azione                                       | Nintendo 3DS                  | Goro Abe                                        | Naoki Nakano Toshio Sengoku Kensuke Tanabe      |               |
| 2018 | Captain Toad: Treasure Tracker                       | Rompicapo                                    | Nintendo Switch               | Kenta Motokura Shinya Hiratake                  | Koichi Hayashida                                |               |
| 2019 | New Super Mario Bros. U Deluxe                       | Videogioco a piattaforme                     | Nintendo Switch               | Masataka Takemoto                               | Takashi Tezuka Hiroyuki Kimura                  |               |
| 2019 | Super Mario Maker 2                                  | Editor di livelli, Videogioco a piattaforme  | Nintendo Switch               | Yosuke Oshino                                   | Takashi Tezuka Hiroyuki Kimura                  |               |
| 2019 | Dr. Mario World                                      | Rompicapo                                    | iOS, Android                  | Kazuki Yoshihara Soojin Lee                     | Hideki Konno                                    |               |
| 2019 | Mario Kart Tour                                      | Videogioco di corsa                          | iOS, Android                  | Kosuke Yabuki Yugo Hayashi Shinya Fujiwara      | Hideki Konno                                    |               |
| 2019 | Ring Fit Adventure                                   | Exergame, Gioco di ruolo                     | Nintendo Switch               | Hiroshi Matsunaga                               | Kouichi Kawamoto                                |               |
| 2019 | Brain Training del Dr. Kawashima per Nintendo Switch | Rompicapo                                    | Nintendo Switch               | Kenta Kubo                                      | Kouichi Kawamoto Takayuki Shimamura             |               |
| 2020 | Animal Crossing: New Horizons                        | Simulatore sociale                           | Nintendo Switch               | Aya Kyogoku                                     | Hisashi Nogami                                  |               |
| 2020 | Super Mario 3D All-Stars                             | Videogioco a piattaforme                     | Nintendo Switch               | Sconosciuto                                     | Kenta Motokura                                  |               |
| 2021 | Super Mario 3D World + Bowser's Fury                 | Videogioco a piattaforme                     | Nintendo Switch               | Sconosciuto                                     | Sconosciuto                                     |               |
| 2021 | Laboratorio di videogiochi                           | Educativo                                    | Nintendo Switch               | Naoki Masuda                                    |                                                 |               |
| 2021 | The Legend of Zelda: Skyward Sword HD                | Avventura dinamica                           | Nintendo Switch               | Sconosciuto                                     | Eiji Aonuma                                     |               |
| 2021 | WarioWare: Get It Together!                          | Azione                                       | Nintendo Switch               | Sconosciuto                                     | Sconosciuto                                     |               |
| 2021 | Metroid Dread                                        | Avventura dinamica                           | Nintendo Switch               | Sconosciuto                                     | Yoshio Sakamoto                                 |               |
| 2021 | Big Brain Academy: Brain vs. Brain                   | Rompicapo                                    | Nintendo Switch               | Sconosciuto                                     | Sconosciuto                                     |               |
| 2022 | Splatoon 3                                           | Sparatutto in terza persona                  | Nintendo Switch               | Seita Inoue Shintaro Sato                       | Hisashi Nogami                                  |               |
| 2023 | The Legend of Zelda: Tears of the Kingdom            | Avventura dinamica                           | Nintendo Switch               | Hidemaro Fujibayashi                            | Eiji Aonuma                                     |               |
| 2023 | Everybody 1-2-Switch!                                | Videogioco party                             | Nintendo Switch               | Yusuke Akifusa                                  | Kouichi Kawamoto                                |               |
| 2023 | Pikmin 4                                             | Strategia in tempo reale                     | Nintendo Switch               | Yuji Kando, Tetsushi Tsunoda                    | Takashi Tezuka                                  |               |
| 2023 | Super Mario Bros. Wonder                             | Videogioco a piattaforme                     | Nintendo Switch               | Takashi Tezuka                                  | Shiro Mouri                                     |               |
| 2024 | Emio – L'uomo che sorride: Famicom Detective Club    | Avventura                                    | Nintendo Switch               |                                                 | Yoshio Sakamoto, Makoto Asada                   |               |
| 2025 | Mario Kart World                                     | Corse                                        | Nintendo Switch 2             | Kenta Sato, Masaaki Ishikawa, Shintaro Jikumaru | Kosuke Yabuki                                   |               |
| 2025 | Nintendo Switch 2 Welcome Tour                       | Avventura, Simulazione                       | Nintendo Switch 2             |                                                 |                                                 |               |
| 2025 | Donkey Kong Bananza                                  | Videogioco a piattaforme, Avventura dinamica | Nintendo Switch 2             |                                                 |                                                 |               |